# 張廷贊
張廷贊（1882年—1958年），字恢元，號化佛，陝西西安府鄠縣人。民國37年（1948年）在陝西省第一選區當選第一屆立法委員。

## 生平[1]
- 幼時三原崇實書院及陝西高等學堂，1908年考入京師大學堂，1913年公費留學入美國哥倫比亞大學攻讀機械工程及工業管理，獲工學碩士學位。1917年回國後，創辦陝西最早的陝西鐵工廠，後又創辦陝西汽車裝配廠，陝西歷史上第一輛汽車就是其親手裝配而成。1919年春，造兩艘淺水輪船，先在河南鞏縣和汜水間試航，逆黃河入汾河，又駛進渭河，行抵西安草灘，這是黃河史上行駛的第一條輪船
- 歷任國民軍第二軍軍械處處長[2]、陝甘豫三省建設廳總工程師、陝甘兩省參議
- 加入中國民主社會黨
- 民國37年，當選立法委員，曾出席第一屆立法院第一會期；1951年註銷名籍[3]
- 1958年，在西安病逝